# Robert Wickens
Robert Wickens (Toronto, 13 maart 1989) is een Canadees autocoureur.

## Carrière
Wickens begon zijn loopbaan in het karting. In 2005 maakte hij de overstap naar het Amerikaanse Formule BMW-kampioenschap. Hij won twee races en eindigde op een derde plaats in het kampioenschap. Hij reed in 2006 het kampioenschap voor een tweede keer, won drie races en won het kampioenschap. In 2007 reed hij enkele races in de Formule Renault 3.5 Series en een volledig kampioenschap in de Atlantic Championship, waar hij op de derde plaats eindigde in de eindstand. Hij reed tevens veertien races voor Team Canada in het A1GP kampioenschap van 2007-2008 en won de sprintrace in Zuid-Afrika. In 2008 reed hij zowel de Formule Renault 3.5 als de Formule 3 Euroseries. Hij won in beide kampioenschappen één race. In 2009 ging hij aan de slag in de hernieuwde Formule 2. Hij won beide races in Valencia en eindigde op de tweede plaats in de stand.
In 2010 reed hij in GP3 Series en won de races op Hockenheim, Spa-Francorchamps en Monza en werd tweede in de eindstand van het kampioenschap. In 2011 reed hij opnieuw in de Formule Renault 3.5 na zijn deelnames aan het kampioenschap in 2007 en 2008. Hij won vijf manches en won daarmee het kampioenschap. Tijdens de Grand Prix van Abu Dhabi van 2011 had hij zijn eerste ervaring in de Formule 1 toen hij tijdens de vrije trainingen op vrijdag de Virgin van Jérôme d'Ambrosio bestuurde.
Wickens maakte in 2012 de overstap naar de DTM. In het eerste seizoen kwam hij uit voor Mücke Motorsport, waar hij teamgenoot werd van de Schot David Coulthard. In tien races behaalde hij 16 punten in totaal. Van 2013 tot en met 2017 reed hij voor het HWA Team. In totaal won hij zes keer. In 2017 was hij ook testrijder bij het IndyCar Series-team Schmidt Peterson Motorsports. In oktober 2017 werd bekend dat Wickens in 2018 het gehele seizoen IndyCar Series zou rijden voor het team Schmidt Peterson Motorsports. Bij de eerste race van het seizoen op het stratencircuit van Saint Petersburg behaalde hij de polepositie. Tijdens de Indy 500 kreeg hij de prijs Indy 500-rookie van het jaar. Op 19 augustus 2018 tijdens de ABC Supply 500 op de Pocono Raceway verongelukte Wickens in de zevende ronde. De race werd stopgezet. Indycar-officials bevestigden dat Wickens wakker en bij kennis was voordat hij naar het Lehigh Valley-ziekenhuis werd gebracht. Na een MRI-scan onderging hij een operatie aan de wervelkolom. Op 31 augustus 2018 werd hij overgeplaatst naar het Indiana University Health Methodist-ziekenhuis om geopereerd te worden aan zijn benen. Wickens zou verder herstellen in een revalidatiekliniek in de Amerikaanse staat Colorado.

## Resultaten

#### Formule Renault 3.5 Series
| Jaar | Team              | 1       | 2       | 3      | 4       | 5       | 6       | 7     | 8       | 9     | 10     | 11     | 12     | 13     | 14     | 15     | 16    | 17      | Pos | Punten |
| ---- | ----------------- | ------- | ------- | ------ | ------- | ------- | ------- | ----- | ------- | ----- | ------ | ------ | ------ | ------ | ------ | ------ | ----- | ------- | --- | ------ |
| 2007 | Carlin Motorsport | MNZ     | MNZ     | NÜR    | NÜR     | MON     | HUN     | HUN   | SPA     | SPA   | DON    | DON    | MAG    | MAG    | EST 12 | EST 10 | CAT 7 | CAT 11  | 25e | 6      |
| 2008 | Carlin Motorsport | MNZ Ret | MNZ Ret | SPA 14 | SPA Ret | MON 19  | SIL 9   | SIL 1 | HUN Ret | HUN 8 | NÜR 13 | NÜR 18 | LMS 14 | LMS 22 | EST 3  | EST 12 | CAT 3 | CAT 3   | 12e | 55     |
| 2011 | Carlin Motorsport | ALC 2   | ALC 5   | SPA 1  | SPA 2   | MNZ Ret | MNZ Ret | MON 2 | NÜR 1   | NÜR 2 | HUN 5  | HUN 7  | SIL 1  | SIL 1  | LEC 2  | LEC 19 | CAT 1 | CAT Ret | 1e  | 241    |

#### Formule 2
| Jaar | Team              | 1     | 2     | 3     | 4       | 5       | 6     | 7     | 8     | 9       | 10      | 11    | 12    | 13    | 14    | 15      | 16    | Pos | Punten |
| ---- | ----------------- | ----- | ----- | ----- | ------- | ------- | ----- | ----- | ----- | ------- | ------- | ----- | ----- | ----- | ----- | ------- | ----- | --- | ------ |
| 2009 | MotorSport Vision | VAL 1 | VAL 1 | BRN 9 | BRN Ret | SPA Ret | SPA 3 | BRH 4 | BRH 2 | DON Ret | DON Ret | OSC 8 | OSC 4 | IMO 4 | IMO 2 | CAT Ret | CAT 3 | 2e  | 64     |

#### GP3 Series
| Jaar | Team              | 1         | 2         | 3          | 4          | 5         | 6          | 7         | 8         | 9         | 10        | 11        | 12        | 13        | 14         | 15        | 16        | Pos | Punten |
| ---- | ----------------- | --------- | --------- | ---------- | ---------- | --------- | ---------- | --------- | --------- | --------- | --------- | --------- | --------- | --------- | ---------- | --------- | --------- | --- | ------ |
| 2010 | Status Grand Prix | ESP FEA 2 | ESP SPR 4 | TUR FEA 11 | TUR SPR 21 | VAL FEA 2 | VAL SPR 16 | GBR FEA 9 | GBR SPR 5 | GER FEA 1 | GER SPR 5 | HUN FEA 4 | HUN SPR 2 | BEL FEA 1 | BEL SPR 11 | ITA FEA 2 | ITA SPR 1 | 2e  | 71     |

#### Formule 1
| Seizoen | Inschrijving           | Chassis       | Motor                  | 1   | 2   | 3   | 4   | 5   | 6   | 7   | 8   | 9   | 10  | 11  | 12  | 13  | 14  | 15  | 16  | 17  | 18     | 19  | Pos | Punten |
| ------- | ---------------------- | ------------- | ---------------------- | --- | --- | --- | --- | --- | --- | --- | --- | --- | --- | --- | --- | --- | --- | --- | --- | --- | ------ | --- | --- | ------ |
| 2011    | Marussia Virgin Racing | Virgin MVR-02 | Cosworth CA2011 2.4 V8 | AUS | MAL | CHN | TUR | ESP | MON | CAN | EUR | GBR | GER | HUN | BEL | ITA | SIN | JPN | KOR | IND | ABU TC | BRA | -   | -      |